# اسفدلین تنویر
اسفدلین تنویر (نام علمی: Asphodeline tenuior) نام یک گونه از سرده میله یعقوب است.